# Региональная подсистема
Региональная подсистема — это совокупность государств, объединённых географическим фактором (что подразумевает территориальную близость), наличие общих интересов, которые лежат в основе действий государств в подсистеме, наличие общих институтов, организаций, объединений и норм в различных сферах жизнедеятельности человека (экономике, торговле, безопасности, политике). 
Государства подсистемы должна объединять схожая культура и общий исторический опыт.

## Ключевой фактор региональных подсистем
Ключевым фактором существования подсистемы является наличие ядра, которое чаще всего в аналитической литературе представляется страной-лидером региона. Существование страны-лидера может стать определяющим для развития стран подсистемы, а его отсутствие может привести к дезорганизации регионального пространства. Без внутреннего лидера-ядра подсистемы нет, а есть пространство, которое в перспективе может стать подсистемой с внешним управляющим игроком. 
Пространства:
- Большой Ближний Восток;
- Большая Центральная Азия;
- Большая Восточная Азия.

## Подсистемы XXI века
По мнению некоторых можно выделить следующие подсистемы XXI столетия:
- Североамериканская (с ядром-лидером которым являются США);
- Южноамериканская (в которой Бразилия стремится укрепиться в качестве лидера);
- Европейская (где центром силы является Европейский союз).

Турция хотела бы стать центром подсистемы, но у неё есть конкуренты в Средней Азии, Центральной Азии, на Ближнем Востоке, в Закавказье и на Балканах.
«Малая Евразия» (лидерство в которой удерживает Россия), появившийся недавно и объединяющий часть государств, ранее входивших в Союза ССР. Что касается азиатских стран, то рядом с ними таких подсистем пока нет, и им лучше оставаться в организованной подсистеме.

## Региональные подсистемы и регионы
Деление мира на региональные подсистемы и регионы исходит из широкого определения понятия регион. Географические макрорегионы — Азия, Африка, Америка, Европа, Австралия и Океания, регионы (субрегионы) делятся по такому же принципу.
Регион — совокупность явлений в международной жизни, протекающих в определенных территориально-временных координатах, объединённых общей логикой таким образом, что эта логика и координаты её существования являются взаимообусловленными.
Ввиду процессов глобализации и регионализации планетарная международная система фактически распалась на региональные (субрегиональные) подсистемы, каждая из которых является фактически независимой системой с собственными характеристиками, а именно:
- единые параметры международной политической динамики (едины для всего мира), региональные подсистемы формируют международное взаимодействие более низкого уровня, однако идентичное по своим характеристикам глобальной системе;
- регионы уникальны, подходы к изучению одной подсистемы могут быть неприемлемы (ограниченны) для другой;
- регионы рассматриваются как отдельный уровень анализа, понимание структуры и особенностей функционирования одной системы может помочь в понимании других регионов.

Региональная подсистема МО — это совокупность специфических политико-экономических, культурно-цивилизационных, историко-социальных и социокультурных взаимодействий в пространственном кластере системы МО, то есть региональная подсистема МО — это совокупность специфических взаимодействий подсистемного типа, в основе которых лежит общая регионально-географическая, социально-историческая и политико-экономическая принадлежность.
Воскресенский выделяет подсистемы: Панамериканскую (межамериканскую), Европейскую, Африканскую и Азиатскую региональные подсистемы МО, в которых, в свою очередь, можно выделить субрегиональные подсистемы — Западноевропейскую (как части Европейской), Североамериканскую, Южноамериканскую (части панамерик.), а также многочисленные субрегиональные подсистемы азиатской (их много).